# 박소희 (디자이너)
박소희(1996년 4월 29일~)는 대한민국의 여성복 디자이너이다.

## 수상 내역
- 2023년 굿우드 탤런트 패션 어워드 수상[1]